# 齿瓣虎耳草
齿瓣虎耳草（学名：Saxifraga fortunei），为虎耳草科虎耳草属下的一个植物变种。
种名 fortunei 以英国植物学家Robert fortune（1813-1880）的名字命名。